# Cullinan-Diamant

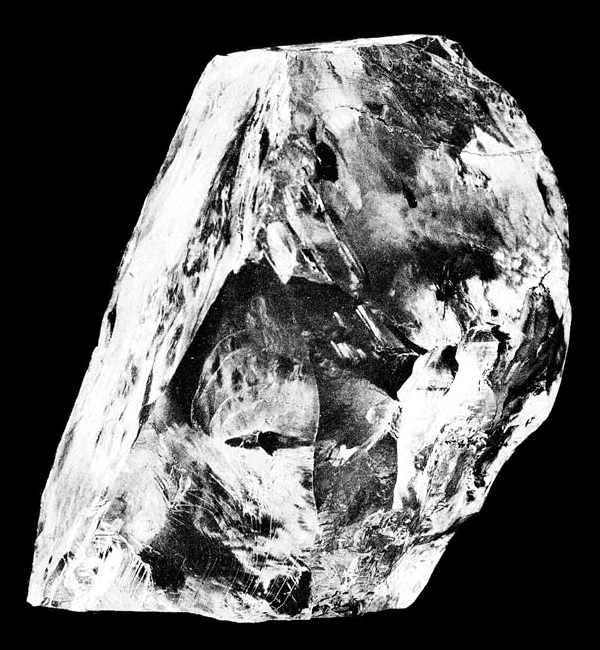
Cullinan vor seiner Spaltung

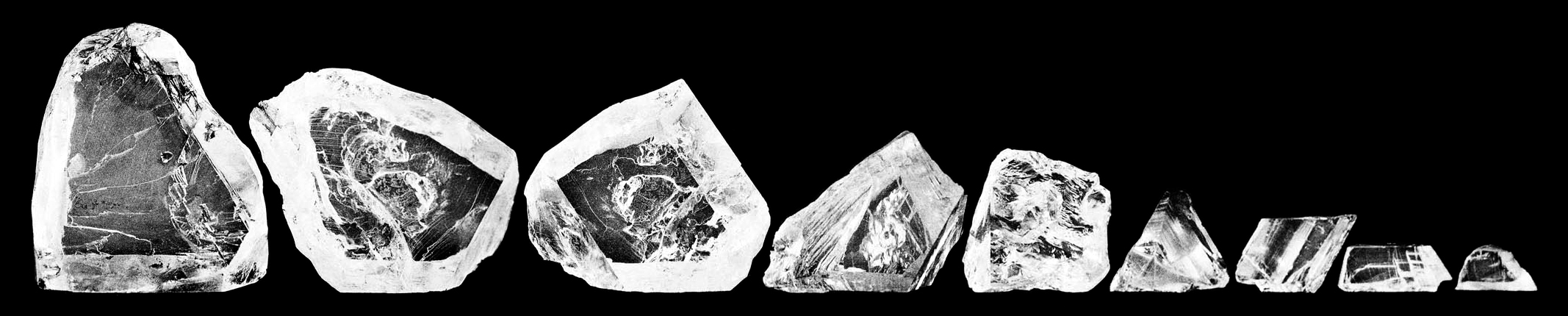
Die neun größten Teile nach der Spaltung

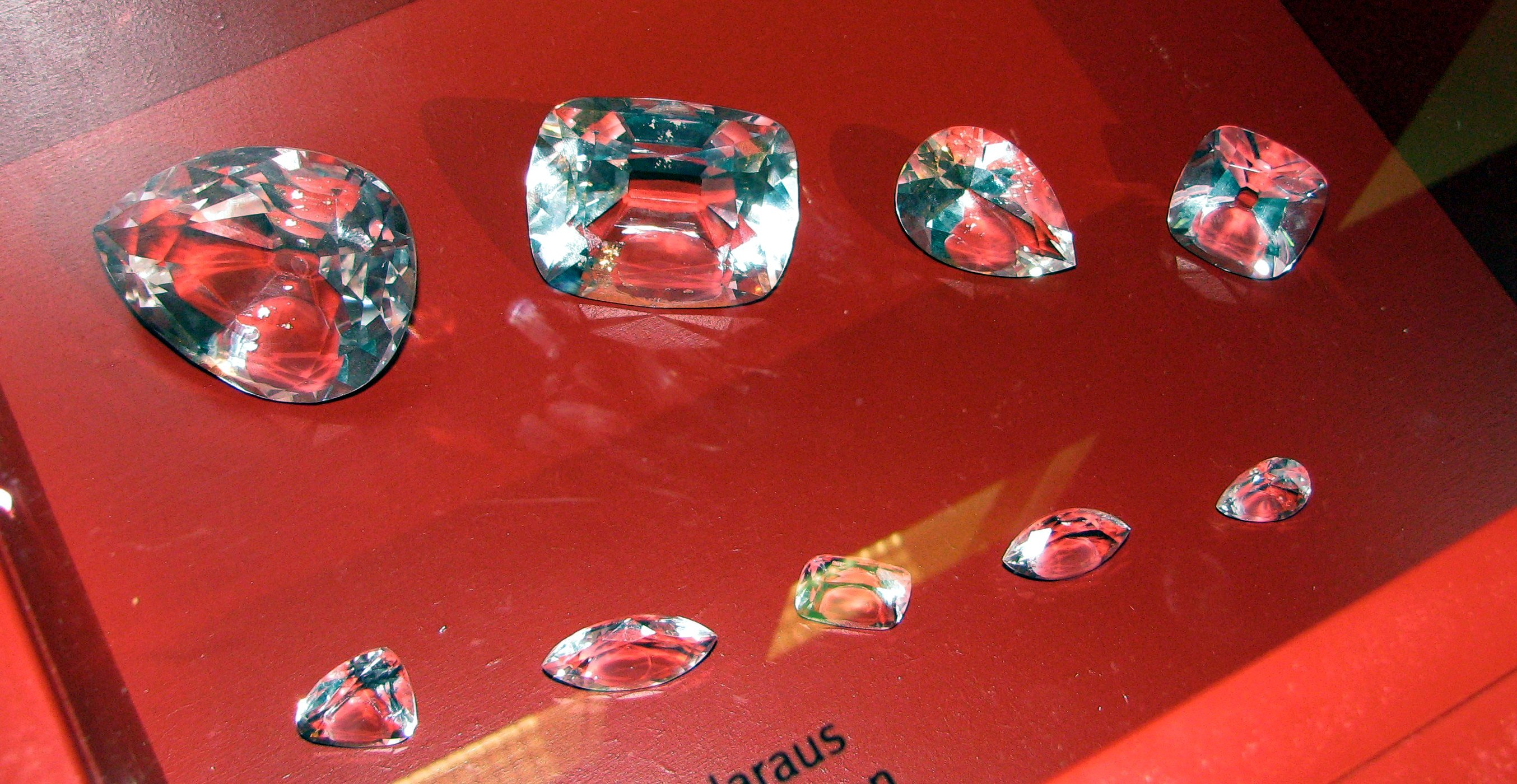
Kopien der neun geschliffenen Diamanten

Der Cullinan-Diamant ist bzw. war der größte jemals gefundene Diamant. Der Rohedelstein wurde 1905 in einer Mine in der gleichnamigen Stadt in Südafrika entdeckt und hatte im Rohzustand ein Gewicht von 3106,75 Karat (621,35 g) und eine Größe von 10,1 cm × 6,35 cm × 5,9 cm. Er wurde in viele Teile gespalten, mit Cullinan I als größtem geschliffenem Stein (530,2 Karat 106,04 g) mit dem Namen Der große Stern von Afrika.

## Fund
Der Diamant wurde in der Premier Mine in Cullinan, 38 km östlich von Pretoria bei einer Routine-Inspektion durch den Produktionsleiter des Bergwerks, Frederick Wells, am 26. Januar 1905 entdeckt. Der Cullinan-Diamant wurde nur neun Meter unterhalb der Oberfläche gefunden. Seinen Namen erhielt er nach dem Bergwerksbesitzer Thomas Cullinan. Auch die Kleinstadt Cullinan ist nach ihm benannt. Das Bergwerk ist noch in Betrieb und hat mittlerweile eine Fördertiefe von 763 Metern erreicht. Es werden dort täglich Untertage-Führungen für Besucher angeboten.
Nachdem der britischen Kolonie Transvaal Ende 1906 die innere Selbstverwaltung zugestanden worden war, schlug Premier Louis Botha dem Parlament der Kolonie im August 1907 vor, den Rohdiamanten aufzukaufen, um ihn dem britischen König Edward VII. als Ausdruck des Dankes und der Wertschätzung zum Geschenk zu machen. Dieser Vorschlag wurde angenommen und der Diamant daraufhin dem König anlässlich seines 66. Geburtstags am 9. November 1907 auf seinem Landsitz Sandringham überreicht.

## Ursprung
Aus der Zusammensetzung von Einschlüssen in den weltweit größten Diamanten haben Wissenschaftler mittels einer neuen Studie geschlossen, dass sich diese Diamanten und damit auch der Cullinan-Diamant mindestens 250 Kilometer bis hin zu 750 Kilometer tief im Erdmantel inmitten einer flüssigen Metallschmelze gebildet haben müssen. Offenbar wurden dabei Tröpfchen dieser Metallschmelze bei der Kristallisation von Kohlenstoff unter hohen Drücken in den Diamanten eingeschlossen.

## Spaltung
In Amsterdam wurde der Rohdiamant vom Schleifer Joseph Asscher, Bruder von Abraham Asscher, 1908 in 105 Steine gespalten, davon neun große und 96 kleine Teile. Die neun großen Diamanten sind heute Teil der britischen Kronjuwelen und befinden sich im Tower of London.

### Cullinan I
Der größte Stein wiegt 530,2 Karat (106,04 g) und ist unter dem Namen Der große Stern von Afrika (Great Star of Africa) bekannt geworden. Er wurde birnenförmig/tropfenförmig geschliffen und in das königliche Zepter von König Edward VII. eingearbeitet. Er misst 53 × 44 × 29 mm und besitzt 76 Facetten (einschließlich Kalette und Tafel). Als Besonderheit kann der Diamant aus dem Zepter herausgenommen und als Nadel oder Anhänger getragen werden. Queen Alexandra trug ihn zusammen mit Cullinan II erstmals zur Parlamentseröffnung 1909 als Brosche.

### Cullinan II
Cullinan II (auch Kleinerer Stern von Afrika) (Lesser Star of Africa) ist ein kissenförmig geschliffener Diamant und wiegt 317,4 Karat (63,48 g). Er wurde mittig in die Stirnplatte der britischen Königskrone (Imperial State Crown) gesetzt.

### Cullinan III
Cullinan III wiegt 94,4 Karat (18,88 g) und wurde birnenförmig/tropfenförmig geschliffen. Er kam zusammen mit Cullinan IV 1911 in die Krone von Königin Mary. Cullinan III und IV können zusammen als Anhänger/Brosche getragen werden.

### Cullinan IV
Cullinan IV wiegt 63,6 Karat (12,72 g) und wurde quadratisch geschliffen. Er befindet sich heute im Band der Krone von Königin Mary.

### Cullinan V
Cullinan V wiegt 18,5 Karat (3,7 g) und besitzt einen herzförmigen Schliff. Er wurde in eine Brosche mit weiteren Diamanten eingearbeitet, die zuletzt oft von Königin Elisabeth II. getragen wurde. Dieses Schmuckstück ersetzte den ursprünglich in das mittlere Kreuz des Reifs der Krone Königin Marys eingesetzte Koh-i-Noor, der Teil der Krone Königin Elisabeths (spätere Queen Mum) wurde. Mit dem Cullinan V in der Krone der Königin Mary wurde 2023 Königin Camilla gekrönt.

### Restliche
- Cullinan VI: 11,5 Karat (2,3 g)
- Cullinan VII: 8,8 Karat (1,76 g); heute in einer Brosche
- Cullinan VIII: 6,8 Karat (1,36 g); heute in einer Brosche
- Cullinan IX: 4,39 Karat (0,878 g); heute in einem Ring

Siehe auch: Schmuckstein, Schmuck, Britische Kronjuwelen

## Trivia
Der Transport des Steines stellte ein großes Problem dar, weil man starke Befürchtungen hatte, dass er gestohlen würde. Auf dem Schiff, das gerüchteweise den Stein transportierte, war eine große Zahl Sicherheitskräfte inkognito anwesend. Trotzdem wurde nur eine Kopie transportiert, der Originalstein wurde schlicht per Post nach England geschickt.
Im August 2007 sorgte die Meldung über den Fund eines mit einem Gewicht von ungefähr 7.000 Karat fast doppelt so schweren Diamanten in der Nordwest-Provinz von Südafrika kurze Zeit für Aufsehen. Der angebliche Sensationsfund stellte sich allerdings gut einen Monat später als Fälschung in Form eines Stücks Plastik heraus.
Der 2018 eingeführte Rolls-Royce Cullinan ist nach dem Diamanten benannt.